# Dirphia satellitia
Dirphia satellitia är en fjärilsart som beskrevs av Walker 1855. Dirphia satellitia ingår i släktet Dirphia och familjen påfågelsspinnare. Inga underarter finns listade i Catalogue of Life.